# Artur Suqué i Anguera
Artur Suqué i Anguera   (Barcelona, 1903 - Barcelona, 10 de juliol de 1974) fou un esportista i empresari tèxtil català, pare del també empresari Artur Suqué i Puig.

## Biografia
Va néixer el 1903 en el si d'una notable família del sector de la industrial tèxtil. Va continuar el negoci familiar —el seu pare havia fundat l'empresa Filats Cotó—, ampliant les seves activitats en altres camps econòmics, especialment l'exportació de vins de Xerès.
En la seva joventut va destacar com a jugador de tennis, sent membre del Lawn-Tennis Club Barcelona. Amb Alfredo Riera com a parella va ser bicampió de Catalunya de dobles, el 1932 i 1933. El 1933 va participar amb l'equip de Copa Davis d'Espanya en una eliminatòria classificatòria per a l'edició de 1934, que es va saldar amb victòria d'Àustria per 5-0. Va ser també un gran aficionat a l'automobilisme, formant part de la popular Penya Rhin i corrent en algunes de les proves que aquesta organitzava, com la Pujada a la Rabassada.
El 1959 va ingressar com a vicepresident en la junta directiva del FC Barcelona encapçalada per Francesc Miró-Sans. Després de la dimissió de Miró-Sans, el febrer de 1961, va formar part de la comissió gestora que durant quatre mesos va dirigir el club, fins a l'elecció d'Enric Llaudet com a nou president.